# Ploemel
Ploemel (Pleñver trong tiếng Bretagne) là một xã ở tỉnh Morbihan trong vùng Bretagne tây bắc Pháp. Xã này có diện tích 25,16 km², dân số năm 1999 là 2047 người. Khu vực này có độ cao từ 5-53 mét trên mực nước biển.